# Жати
Жати (порт. Jati)  —  муниципалитет в Бразилии, входит в штат Сеара. Составная часть мезорегиона Юг штата Сеара. Входит в экономико-статистический  микрорегион Брежу-Санту. Население составляет 7562 человека на 2006 год. Занимает площадь 312,584 км². Плотность населения — 24,2 чел./км².

## Статистика
- Валовой внутренний продукт на 2003 составляет 12.941.721,00 реалов (данные: Бразильский институт географии и статистики).
- Валовой внутренний продукт на душу населения на 2003 составляет 1.742,76 реалов (данные: Бразильский институт географии и статистики).
- Индекс развития человеческого потенциала на 2000 составляет 0,653 (данные: Программа развития ООН).